# Arenita Mejillas
Arenita Mejillas (Título original en inglés: Sandra "Sandy" Cheeks) es un personaje de la serie televisiva Bob Esponja transmitida por la cadena Nickelodeon y creada por Stephen Hillenburg.
Su nombre real es Sandra, aunque es llamada Sandy por sus amigos (traducido al español como Arenita). Es una ardilla originaria de Texas y está orgullosa de serlo, aun siendo objeto de burlas por su condición de animal terrestre bajo el agua. Es la mejor amiga de Patricio Estrella y Bob Esponja. Por ser un animal terrestre, debe usar un traje y un casco especial para respirar y vivir bajo el agua. Este traje es similar al de un astronauta. Tiene una casa hecha de un plástico resistente a la presión del agua con la forma de un iglú transparente y llena de aire, en la cual no entra el agua y dentro hay un ecosistema lleno de plantas y árboles, creando el hábitat normal de una ardilla. En el capítulo Atrapados en el congelador, Bob Esponja afirma que está casado con Sandy, pero luego aclara que esto ocurrió en una obra de teatro. Sin embargo, el sacerdote dice que no sabía que la boda era falsa, por lo que el matrimonio es legítimo.
En inglés su voz la da Carolyn Lawrence, mientras que en España, Montse Herranz se encarga de doblar a Arenita. En Hispanoamérica es doblada por Mercedes Prato durante la primera temporada; su segunda dobladora fue Anabella Silva desde la 2ª temporada hasta la cuarta cuando fue reemplazada por Yaraiví Alcedo; en la 5ª temporada es doblada nuevamente por Anabella Silva, pero esta se retira del doblaje y es reemplazada por Lileana Chacón durante la sexta temporada de la serie hasta la fecha.

## Su papel en Fondo de Bikini
Arenita es una ardilla con un gran talento atlético y es experta en Karate. Es amigable y le gusta enseñarle cosas a los demás. En el capítulo Navidad ¿Quien? le enseñó a Bob Esponja sobre la Navidad, y este se encargó de difundir la festividad por todo Fondo de Bikini. Además es científica y tiene un cohete, que ha utilizado solo una vez para viajar a la Luna y llevar sus investigaciones científicas.
Su casco tiene diferentes resistencias: En el episodio Isla Karate, el mal olor del último guardián no podía entrar en su casco de aire, pero en Viaje Calamardístico, cuando Calamardo eructa, ella puede olerlo, además de que con la mano se tapa la nariz como si el casco no estuviera. Este es uno de los muchos toques absurdos característicos de la serie.
Ella es tan amiga de Bob como lo es de Patricio (aun así pelea mucho con este último). Sabe muy bien como explicarle cosas a Bob, pero a veces le es difícil. Es el personaje más fuerte de Fondo de Bikini, lo que ha provocado polémica entre algunos fanáticos de Bob Esponja: "A pesar de que su cuerpo no tiene la musculatura de los personajes que se ejercitan en la playa (como Larry), ella es la más fuerte". Siempre tiene grandes aventuras con Bob y siempre aprenden algo nuevo además de divertirse.
También es fanática de los deportes extremos. Por ejemplo, en el episodio Semana de Prehibernación hacen todo lo que le gusta a Arenita antes de que ella se vaya a hibernar. Hacen deportes extremos como el "Jack extremo", en donde tiran una bola de boliche por un canal y corren al otro extremo a recoger los jacks antes que caiga la bola sobre sus cabezas; o buscan una paja en las agujas cuando normalmente buscarían la aguja en el pajar.
La otra incontrolable adicción de Arenita es la ciencia, siendo ella una brillante científica responsable de, entre otras cosas, fusionar a Bob Esponja y Calamardo con un teletransportador de su invención (homenaje claro a la película La mosca); y separarlos luego con un rayo separador molecular.
En el segundo episodio del capítulo 70, en la cuarta temporada, Los monos sabios, se revela que Arenita trabaja precisamente como científica en el fondo del mar para una fundación de monos, cuya junta de directores está conformada por el Dr. Percy, el Dr. Mermelada y Lord Reginald. Ellos llegan para hacer una inspección, siendo recibidos por Bob Esponja y el "Señor Doctor Profesor" Patricio,  les muestran su invento, el "Rascador de espaldas automático, peinador de cabello, hurgador de nariz y afinador de ukelele" que resulta ser un fracaso. Luego los simios quedan encantados por el pelador de bananas de Arenita (que en realidad era un cascanueces), renovando su contrato por 20 años más.
Tiene un buen carácter en general, pero es un poco presumida.
Algo irónico es que es mucho mejor karateka que Bob, pero él la derrotó dos veces en el episodio Cortadores karateka.

## Mascotas
Así como se demuestra en el episodio Gusanito, Arenita tiene varias mascotas: Gusanito, Grillo, Serpentina y Pajarito. Ella los quiere mucho y, al tener que irse de vacaciones, los pone al cuidado de Bob Esponja.

## Invenciones
- Teletransportador: Permite que cualquier cosa se teletransporte de un lugar a otro.[1]
- El rayo separador molecular: Separa las moléculas de los cuerpos fundidos.[1]
- Comunicador de nueces: Permite hablarle a las nueces.[2]
- Máquina de capuchino: Hace de cualquier nuez un capuchino.[2]
- Cascanueces: Un robot construido para romper nueces; sin embargo, no puede hacerlo, pero puede pelar plátanos.[2]
- Cohete: Un cohete construido para viajar a la Luna.[3]
- Cohete 2.0: Un segundo cohete construido para viajar a la Luna. Reemplaza al cohete anterior, que fue estrellado por Bob Esponja en la luna.
- Submarino: Un submarino que se puede encoger a un tamaño microscópico.[4]
- Transportador de alimentos: Permite a Arenita transportar alimentos directo a su estómago, esto para comer sin quitarse el casco.

## Recepción
A pesar de las declaraciones del creador de la serie que Bob Esponja y el resto de los personajes son de alguna manera asexuales, muchos espectadores alegan y sostienen que Bob Esponja tiene sentimientos románticos por Arenita, y que algunos ejemplos pueden encontrarse en ciertos episodios: cuando Bob, al conocerla, va a su casa con flores y le pide consejos para ser elegante a Patricio; o el episodio en donde se revela que ambos se casaron por accidente.
Jeffrey P. Dennis, argumentó que Bob Esponja y Arenita no están románticamente enamorados, a la vez que creía que Bob y Patricio "están emparejados por una argumentable intensidad érotica". Dennis notó que ambos "no están consistentemente unidos como compañeros románticos", desde que viven en residencias separadas, y tienen diferentes grupos de amigos, pero alegó que en la serie "la posibilidad del deseo entre el mismo sexo nunca es excluida".  Martin Goodman de Animation World Magazine describió los comentarios de Dennis respecto a Bob Esponja y Patricio como "interesantes". A pesar de estas afirmaciones, Hillenburg nunca dejó de defender su posición sobre la asexualidad de Bob Esponja.